# Petter Lennstrand
Petter Lennstrand, född 20 augusti 1970, är en svensk dockspelare, regissör, manusförfattare, karaktärsdesigner, och TV-producent. Han är en av grundarna av produktionsbolaget BLA Stockholm som producerat många TV-program för i synnerhet SVT, så som Höjdarna, Janne och Mertzi, Sprattlan, För alla åldrar, med flera, som alla är Lennstrands egna skapelser.
Petter Lennstrands mest kända skapelse är troligen figuren Allram Eest, som först dök upp i sin egen talkshow Allra mest tecknat, men senare även i program som Melodifestivalen, Allsång på Skansen, Söndagsöppet, med mera. År 2004 sändes julkalendern Allrams höjdarpaket i Sveriges Television.
Flera av hans skapelser, i synnerhet Allram, är starkt influerade av Jim Henson och dennes arbete med Mupparna.
Lennstrand tilldelades 2009 Expressens barnbokspris "Heffaklumpen".
2019 startade Petter Lennstrand gruppen Dockhumor tillsammans med Björn Carlberg.